# Govert de Roos
Govert de Roos (Amsterdam, 11 juli 1953) is een Nederlands fotograaf.
Als liefhebber van popmuziek begon De Roos foto's te maken bij live-concerten. Hiermee trok hij de aandacht van entertainment-fotograaf Nico van der Stam, die hem aannam als zijn assistent. Hij leerde vele artiesten kennen en werd al snel door collega-artiesten gevraagd. Vanaf circa 1975 was hij de vaste fotograaf van vele Nederlandse popartiesten, onder wie Patricia Paay. Zij werd gezien als zijn muze. In de jaren 80 boekten Nederlandse glamourbladen als Cosmopolitan en Playboy hem veelvuldig.
- International Standard Name Identifier: 0000 0003 6871 3704
- RKD-Nederlands Instituut voor Kunstgeschiedenis: 282870
- Virtual International Authority File: 18324052